# 西南舁乡
西南舁乡，是中华人民共和国山西省阳泉市郊区下辖的一个乡镇级行政单位。

## 行政区划
西南舁乡下辖以下地区：
张家井村、大洼村、东南舁村、西南舁村、郊山村、石窖垴村、五里庄村、雨下沟村、霍树头村、大西庄村、北舁村、孔南庄村、代家庄村、王家庄村、杜家庄村、嘴子上村和东林尖村。